# SN 2004ar
SN 2004ar – supernowa typu Ia odkryta 20 lutego 2004 roku w galaktyce A095948+1128. W momencie odkrycia miała maksymalną jasność 18,60m.